# 日本の記念切手一覧
日本の記念切手（にほんのきねんきって）では日本で発行された国家的行事などを記念して発行される郵便切手について記述する。

## 概要
記念切手とは郵便局や販売期間、枚数に定めのない普通切手とは異なり一定枚数のみ印刷され、場合によっては販売される郵便局や販売期間、郵便に使用できる期間までも制限されるのが特徴。同様な切手としてキャンペーンや文化財の紹介国家的宣伝などの意図をもって発行される特殊切手があるほか、ふるさと振興を目的に発行されたふるさと切手、年賀郵便に使用される目的の年賀切手などもある。日本では当初は記念切手を「紀念切手」と呼称していた。これは「記念」には「かたみ」の意味があり、これを避けたためだといわれている。しかし大正から昭和にかけて文部省（当時）で「記念」の語を使うようになったためこれに倣い、現在と同じ「記念切手」という表記が使われるようになった。
日本最初の記念切手は、1894年3月9日に発行された明治天皇銀婚記念（2銭と5銭の2種）である。日本では昭和時代初期まで記念切手は数年に一度しか発行されていなかった。記念切手は2種または4種のセットで発行され天皇即位・立太子の礼など皇室関係の慶事を記念したものや明治神宮や伊勢神宮などの国家神道に関係するものが主であったが、第一次世界大戦終結を祝う平和切手や第15回赤十字国際会議の記念切手なども発行されていた。第二次世界大戦後は毎年のように発行されるようになり、現在では毎年数十種前後の記念切手が発行されている。

## 日本の記念切手一覧
日本で発行された記念切手に関する一覧である。特殊切手については日本の特殊切手一覧を参照のこと。また一見すると特殊切手のように思われる切手趣味週間や国際文通週間もあるが、一覧については個々を参照のこと。また毎年発行されていた国民体育大会記念と国土緑化も別表にしている。なお、切手名には現在における通称になっている場合もある。また"S"は小型シートの略である。

### 1894-1925年（明治・大正期）

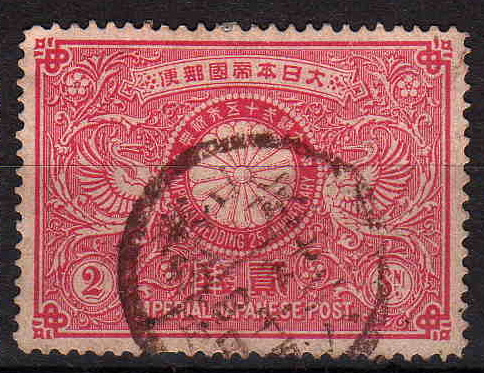
明治天皇銀婚記念
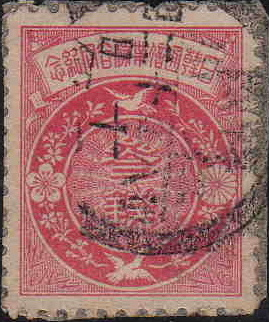
日韓通信合同記念
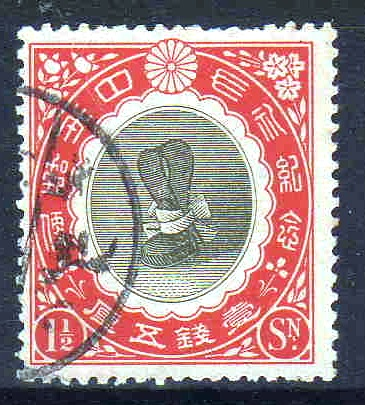
大正天皇大礼記念
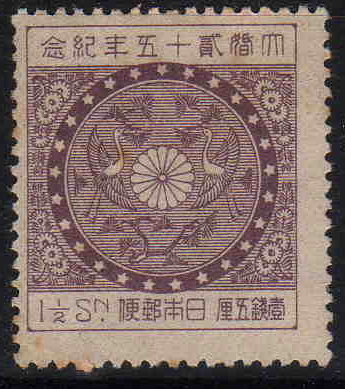
大正天皇銀婚記念

| 切手名             | 発行日         | 種類 | 額面                  | 備考                                                               |
| ------------------ | -------------- | ---- | --------------------- | ------------------------------------------------------------------ |
| 明治天皇銀婚       | 1894年3月9日   | 2    | 2銭、5銭              | 日本最初の記念切手                                                 |
| 日清戦争勝利       | 1896年8月1日   | 4    | 2銭、5銭各2種         | 日本最初の肖像（皇族の有栖川宮熾仁親王および北白川宮能久親王）切手 |
| 大正婚儀           | 1900年5月10日  | 1    | 3銭                   | 大正天皇の皇太子時代の婚礼記念                                     |
| 日韓通信業務合同   | 1905年7月1日   | 1    | 3銭                   | 日本による大韓帝国の逓信事業接収                                   |
| 日露戦争凱旋観兵式 | 1906年4月29日  | 2    | 1.5銭、3銭            | 日本で初めて記念印が使用された                                     |
| 大正大礼           | 1915年11月10日 | 4    | 1.5銭、3銭、4銭、10銭 | 大正天皇即位記念                                                   |
| 裕仁立太子         | 1916年11月3日  | 3    | 1.5銭、3銭、10銭      | 昭和天皇の皇太子立太子記念                                         |
| 世界平和記念       | 1919年7月1日   | 4    | 1.5銭、3銭、4銭、10銭 | ベルサイユ講和会議記念                                             |
| 飛行郵便試験       | 1919年10月3日  | 2    | 1.5銭、3銭            | 航空郵便試験飛行用の臨時切手                                       |
| 郵便創始50年       | 1920年4月20日  | 4    | 1.5銭、3銭、4銭、10銭 | 郵便事業開始50年記念                                               |
| 第一回国勢調査     | 1920年9月25日  | 2    | 1.5銭、3銭            | 日本初の国勢調査 有効期間：1920年10月1日〜1921年3月31日            |
| 明治神宮鎮座       | 1920年11月1日  | 2    | 1.5銭、3銭            | 明治神宮の鎮座記念                                                 |
| 皇太子帰朝         | 1921年9月3日   | 4    | 1.5銭、3銭、4銭、10銭 | 皇太子時代の昭和天皇訪欧帰国記念                                   |
| 皇太子台湾訪問     | 1923年4月16日  | 2    | 1.5銭、3銭            | 皇太子時代の昭和天皇台湾訪問記念。台湾総督府管内限定発行           |
| 大正天皇銀婚       | 1925年5月10日  | 4    | 1.5銭、3銭、8銭、20銭 |                                                                    |

- 明治天皇銀婚記念
- 日韓通信合同記念
- 大正天皇大礼記念
- 大正天皇銀婚記念

### 1927-1944年（昭和前期）

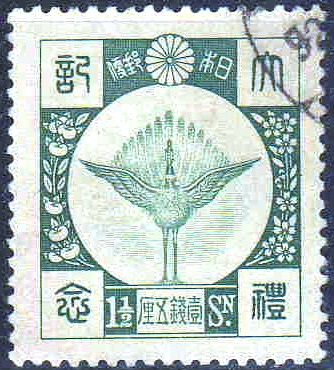
昭和天皇即位記念
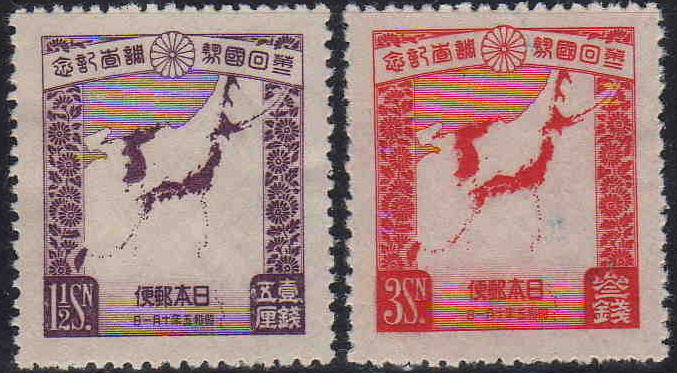
第二回国勢調査記念
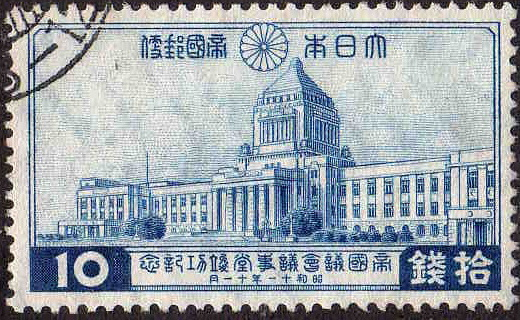
国会議事堂竣工記念
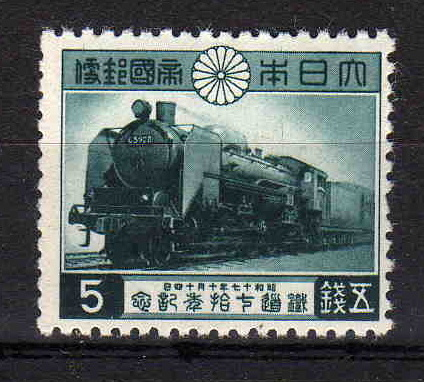
鉄道七十年記念

| 切手名                   | 発行日         | 種類 | 額面                  | 備考                     |
| ------------------------ | -------------- | ---- | --------------------- | ------------------------ |
| 万国郵便連合加盟50年     | 1927年6月20日  | 4    | 1.5銭、3銭、6銭、10銭 |                          |
| 昭和大礼                 | 1928年11月10日 | 4    | 1.5銭、3銭、6銭、10銭 | 昭和天皇即位             |
| 伊勢神宮式年遷宮         | 1930年10月2日  | 2    | 1.5銭、3銭            | 遷宮58回記念             |
| 第二回国勢調査           | 1930年9月25日  | 2    | 1.5銭、3銭            |                          |
| 明治神宮鎮座10年         | 1930年11月1日  | 2    | 1.5銭、3銭            |                          |
| 逓信記念日制定           | 1934年4月20日  | S1   | 航空切手4種組合せ     | 日本初の小型シート       |
| 第15回赤十字国際会議     | 1934年10月1日  | 4    | 1.5銭、3銭、6銭、10銭 | 日本初の国際会議記念切手 |
| 満州国皇帝訪日           | 1935年4月2日   | 4    | 1.5銭、3銭、6銭、10銭 | 溥儀の訪日記念           |
| 関東局始政30年           | 1936年9月1日   | 3    | 1.5銭、3銭、10銭      | 関東局管内限定発売       |
| 帝国議会議事堂完成       | 1936年11月7日  | 4    | 1.5銭、3銭、6銭、10銭 | 国会議事堂完成記念       |
| 愛国切手                 | 1937年6月1日   | 3    | 2+2銭、3+2銭、4+2銭   | 日本初の寄附金付切手     |
| 赤十字条約成立75年       | 1939年11月15日 | 4    | 2銭、4銭、10銭、20銭  |                          |
| 紀元2600年（一次）       | 1940年2月11日  | 2    | 2銭、10銭             |                          |
| 紀元2600年（二次）       | 1940年11月10日 | 2    | 4銭、20銭             |                          |
| 教育勅語50年             | 1940年10月25日 | 2    | 2銭、4銭              |                          |
| シンガポール陥落         | 1942年2月16日  | 2    | 2+1銭、4+2銭          | 寄附金付切手             |
| 満州国建国十周年（一次） | 1942年3月1日   | 2    | 2銭、10銭             |                          |
| 満州国建国十周年（二次） | 1942年9月15日  | 2    | 5銭、20銭             |                          |
| 鉄道70年                 | 1942年10月14日 | 1    | 5銭                   |                          |
| 大東亜戦争1年            | 1942年12月8日  | 2    | 2+1銭、5+2銭          | 太平洋戦争開戦1周年      |
| 靖国神社75年             | 1944年6月29日  | 1    | 7銭                   |                          |
| 関東神宮鎮座             | 1944年10月1日  | 2    | 3銭、7銭              | 関東局管内限定販売       |

- 昭和天皇即位記念
- 第二回国勢調査記念
- 国会議事堂竣工記念
- 鉄道七十年記念

### 1946-1949年

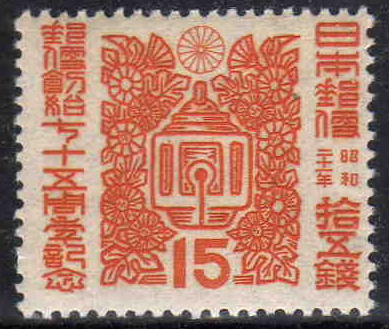
郵便創始七十五周年記念
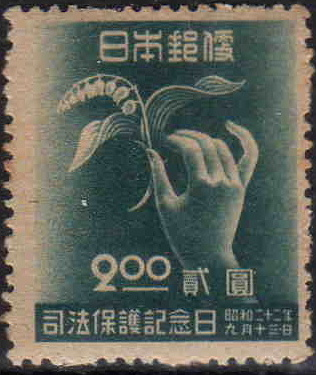
司法保護記念日
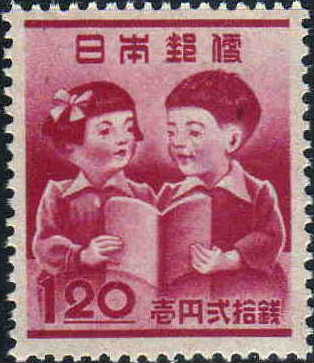
教育復興運動
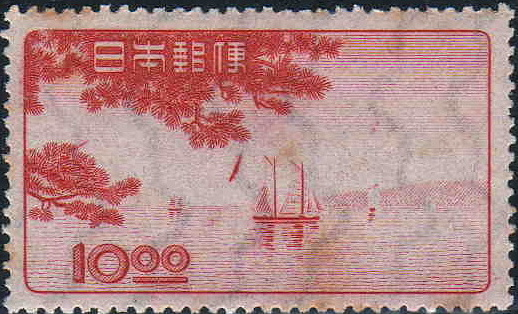
岡山産業文化大博覧会記念

| 切手名                 | 発行日         | 種類 | 額面                      | 備考                                                |
| ---------------------- | -------------- | ---- | ------------------------- | --------------------------------------------------- |
| 郵便創始75年           | 1946年12月12日 | 4+S1 | 15銭、30銭、50銭、1円とS1 | 小型シートは4種組合せ                               |
| 日本国憲法施行         | 1947年5月3日   | 2+S1 | 50銭,1円とS1              | 小型シートは2種組合せ                               |
| 東京切手展             | 1947年5月15日  | S1   | 1円20銭15枚               | 最初の地方切手展記念小型シート                      |
| 貿易再開               | 1947年8月15日  | 2    | 1円20銭、4円              |                                                     |
| 京都切手展             | 1947年8月19日  | S1   | 2円5枚                    |                                                     |
| 司法保護記念日         | 1947年9月13日  | 1    | 2円                       |                                                     |
| 鉄道75年               | 1947年10月14日 | S1   | 4円                       | 売価は5円                                           |
| 切手趣味の週間         | 1947年11月1日  | S1   | 1円5枚                    |                                                     |
| 社会事業共同募金       | 1947年11月25日 | 1    | 1円20銭                   | 寄附金80銭付き、売価は2円                           |
| 札幌切手展             | 1947年11月27日 | S1   | 50銭5枚                   |                                                     |
| 大阪逓信展             | 1948年3月8日   | S1   | 5円2枚                    |                                                     |
| 名古屋逓信展           | 1948年3月11日  | S1   | 5円2枚                    |                                                     |
| 全国緑化               | 1948年4月1日   | 1    | 1円20銭                   |                                                     |
| 三島切手展             | 1948年4月3日   | S1   | 5円2枚                    | 名古屋逓信展シートに加刷                            |
| 北斎百年祭             | 1948年4月18日  | S1   | 1円5枚                    | 切手趣味の週間シートに加刷                          |
| 東京逓信展             | 1948年4月27日  | S1   | 2円2枚                    |                                                     |
| 教育復興               | 1948年5月3日   | 1    | 1円20銭                   |                                                     |
| 青森切手展             | 1948年5月20日  | S1   | 2円2枚                    |                                                     |
| 福島逓信展             | 1948年5月23日  | S1   | 2円2枚                    |                                                     |
| 競馬法公布25周年       | 1948年6月6日   | 1    | 5円                       |                                                     |
| アルコール専売         | 1948年9月14日  | 1    | 5円                       |                                                     |
| 熊本逓信展             | 1948年9月20日  | S1   | 3円80銭、1円50銭各2枚     |                                                     |
| 赤十字・共同募金       | 1948年10月1日  | 2+S1 | 5円2種とS1                | 寄附金2円50銭付き(小型シートは5円)                  |
| 長野逓信展             | 1948年10月16日 | S1   | 15円1枚                   |                                                     |
| 四国切手展             | 1948年11月2日  | S1   | 5円2枚                    |                                                     |
| 金沢高岡逓信展         | 1948年11月2日  | S1   | 5円1枚                    |                                                     |
| 別府観光               | 1949年3月10日  | 2    | 2円、5円                  |                                                     |
| 日本貿易博覧会         | 1949年3月15日  | 1    | 5円                       | 目打入、無目打の2種が存在                           |
| 地方博覧会             | 1949年3月20日  | 1    | 10円                      | 岡山、松山、高松の3種が存在(図案は同じだが色が違う) |
| 国土緑化               | 1949年4月1日   | 1    | 5円                       |                                                     |
| 長野平和博覧会         | 1949年4月1日   | 1    | 16円                      | 同図案の産業図案切手よりやや色が白茶けている        |
| こどもの日             | 1949年5月5日   | 1    | 5円                       |                                                     |
| 犬山こども博覧会       | 1949年5月5日   | S1   | 5円10枚                   | 上記切手と同図案で無目打                            |
| 電気通信展             | 1949年5月11日  | S1   | 20円1枚                   |                                                     |
| 中央気象台創立75年     | 1949年6月1日   | 1    | 8円                       |                                                     |
| 郵政省・電気通信省設置 | 1949年6月1日   | 1    | 8円                       |                                                     |
| 広島平和都市           | 1949年8月6日   | 1    | 8円                       |                                                     |
| 長崎文化都市           | 1949年8月9日   | 1    | 8円                       |                                                     |
| ボーイスカウト大会     | 1949年9月22日  | 1    | 8円                       |                                                     |
| 新聞週間               | 1949年10月1日  | 1    | 8円                       |                                                     |
| UPU75年                | 1949年10月10日 | 4+S1 | 2円、8円、14円、24円とS1  | 小型シートは2円と8円                                |
| 緯度観測所50年         | 1949年11月1日  | 1    | 8円                       |                                                     |

- 郵便創始七十五周年記念
- 司法保護記念日
- 教育復興運動
- 岡山産業文化大博覧会記念

### 1950-1954年

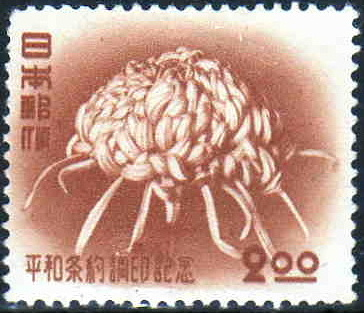
平和条約調印記念
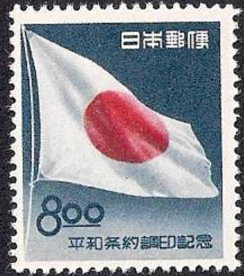
平和条約調印記念
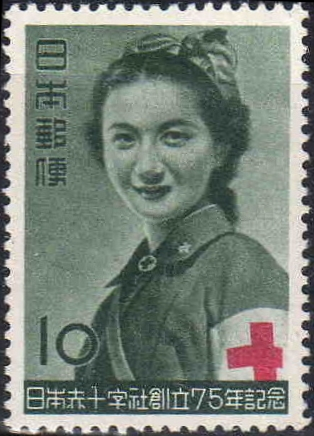
日本赤十字社創立75年記念
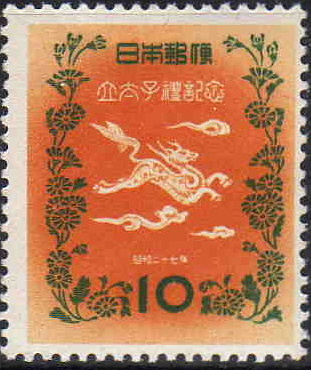
立太子礼記念

| 切手名                                 | 発行日                  | 種類    | 額面            | 備考                                                                  |
| -------------------------------------- | ----------------------- | ------- | --------------- | --------------------------------------------------------------------- |
| 放送25周年記念                         | 1950年3月22日           | 1       | 8円             |                                                                       |
| 郵便創業80年記念                       | 1950年3月22日           | S1      | 1円×4枚         | 前島密1円切手4枚を収める小型シート                                    |
| 郵政記念日制定記念                     | 1950年4月20日           | 1       | 8円             |                                                                       |
| 第5回国民体育大会記念                  | 1950年10月28日          | 4       | 8円×4           |                                                                       |
| 児童憲章制定記念                       | 1951年5月5日            | 1       | 8円             |                                                                       |
| 平和条約調印記念                       | 1951年9月9日            | 3       | 2円、8円、24円  |                                                                       |
| 第6回国民体育大会記念                  | 1951年10月27日          | 2       | 2円×2           |                                                                       |
| 万国郵便連合加入75年記念               | 1952年2月19日           | 2       | 5円、10円       |                                                                       |
| 日本赤十字社創立75年記念               | 1952年5月1日            | 2       | 5円、10円       | 銭表示廃止後に発行された最初の記念切手                                |
| 東京大学創立75年記念                   | 1952年10月1日           | 2       | 10円            |                                                                       |
| 第7回国民体育大会記念                  | 1952年10月18日          | 2       | 5円×2           |                                                                       |
| 立太子礼記念                           | 1952年11月10日 12月23日 | 3+S1    | 5円、10円、24円 | 明仁親王の立太子礼を記念。3種を組み合わせた小型シートは12月23日に発行 |
| 電燈75年記念                           | 1953年3月25日           | 1       | 10円            |                                                                       |
| 皇太子帰朝記念                         | 1953年10月12日          | 2       | 5円、10円       |                                                                       |
| 第8回国民体育大会記念                  | 1953年10月22日          | 2       | 5円×2           |                                                                       |
| 東京天文台創立75年記念                 | 1953年10月29日          | 1       | 10円            |                                                                       |
| 男子スピードスケート世界選手権記念     | 1954年1月16日           | 1       | 10円            |                                                                       |
| 日本国際見本市記念                     | 1954年4月10日           | 1       | 10円            |                                                                       |
| フリースタイルレスリング世界選手権記念 | 1954年5月22日           | 1       | 10円            |                                                                       |
| 第9回国民体育大会記念                  | 1954年8月22日           | 2       | 5円×2           |                                                                       |
| 国際電気通信連合加盟75年記念           | 1954年10月13日          | 2       | 5円、10円       |                                                                       |
| 切手趣味週間                           | 1954年11月20日          | 切手帳1 | 10円×10         | 普通切手の切手帳ペーンに記念の標語をいれたタブ2枚挿入し折らずに発売   |

- 平和条約調印記念
- 平和条約調印記念
- 日本赤十字社創立75年記念
- 立太子礼記念

### 1955-1959年

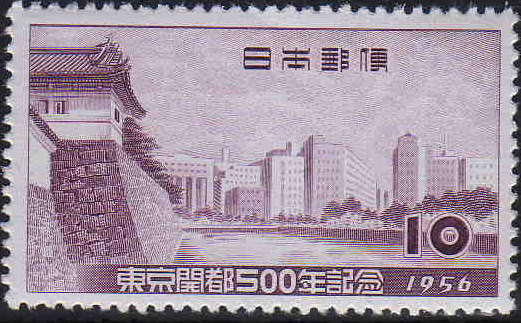
東京開都500年記念
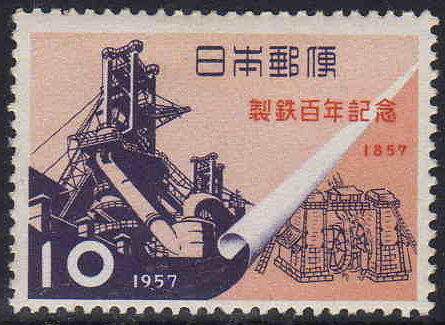
製鉄百年記念
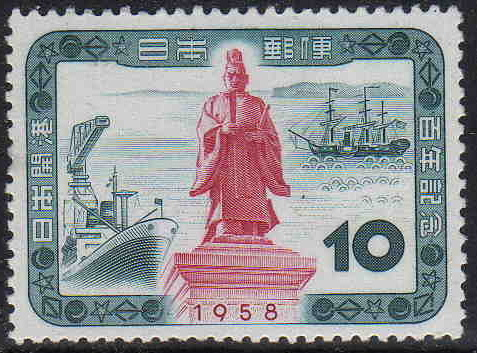
日本開港百年記念
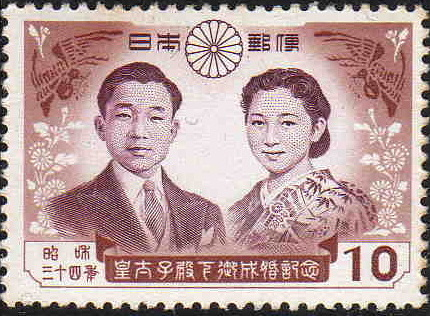
皇太子殿下御成婚記念
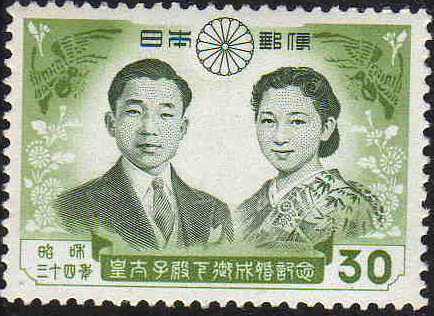
皇太子殿下御成婚記念

### 1960-1969年

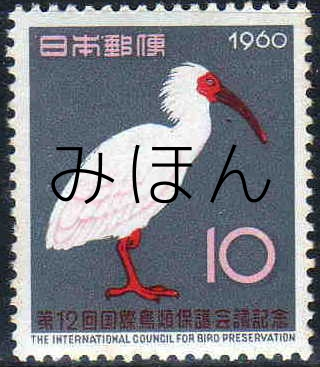
1960年 第12回国際鳥類保護会議

### 2000-2009年
| 切手名                                                                           | 発行日         | 種類  | 額面                     | 備考 |
| -------------------------------------------------------------------------------- | -------------- | ----- | ------------------------ | --- |
| 子どもの本の日／国際子ども図書館開館                                             | 2000年3月31日  | S1    | 80円×10                  | 4種×2枚と2種×1枚の小型シート                                                                                             |
| 第100回日本外科学会総会                                                          | 2000年4月11日  | 1     | 80円                     | |
| 日蘭交流400周年                                                                  | 2000年4月19日  | 2     | 80円×2                   | |
| 日本国際切手展2001                                                               | 2000年5月19日  | S1    | 80円×10                  | |
| 2000年九州・沖縄サミット                                                         | 2000年6月21日  | 2     | 80円×2                   | |
| 社会を明るくする運動50回                                                         | 2000年6月30日  | 2     | 80円×2                   | |
| 私立の女子高等教育創始100年                                                      | 2000年9月22日  | 1     | 80円                     | |
| 議会開設110年                                                                    | 2000年11月15日 | 1     | 80円                     | |
| インターネット博覧会                                                             | 2001年1月5日   | S1    | 80円×10                  | 1種×10枚の小型シート |
| ボランティア国際年                                                               | 2001年1月17日  | 1     | 80円                     | |
| 行政書士制度50周年                                                               | 2001年2月22日  | 1     | 80円                     | |
| 日本におけるイタリア2001年                                                       | 2001年3月19日  | 2     | 80円×2                   | |
| 第100回日本皮膚科学会                                                            | 2001年4月6日   | S1    | 80円×10                  | 5種×2枚の小型シート |
| 2002年ワールドカップサッカー大会                                                 | 2001年5月31日  | S2    | 80円×10                  | 1種×10枚の小型シートと2種×5枚の小型シートの2種類、全3種の切手                                                            |
| ユネスコ加盟50周年                                                               | 2001年7月2日   | 1     | 80円                     | |
| 第9回世界水泳選手権大会福岡2001                                                  | 2001年7月16日  | 4     | 80円×4                   | |
| 日本国際切手展2001                                                               | 2001年8月1日   | S1    | 80円×10                  | シール式 |
| 日本国際切手展2001                                                               | 2001年8月1日   | S1    | 80円×10                  | タブ付 |
| 秋田ワールドゲームズ2001                                                         | 2001年8月16日  | S1    | 80円×10                  | 2種×5枚の小型シート |
| サンフランシスコ平和条約50周年記念                                               | 2001年9月7日   | 1     | 80円                     | |
| みんなでつくろう安全の街                                                         | 2001年10月11日 | S1    | 80円×10                  | 2種×5枚の小型シート |
| 第1回全国障害者スポーツ大会                                                      | 2001年10月26日 | 2     | 80円×2                   | |
| 民間放送50周年記念                                                               | 2001年11月15日 | 1     | 80円                     | |
| 法律扶助50周年                                                                   | 2002年1月24日  | 1     | 80円                     | |
| 日本・モンゴル外交関係樹立30周年                                                 | 2002年2月15日  | 1     | 80円                     | |
| 日本ライオンズ50周年                                                             | 2002年3月1日   | 1     | 80円                     | |
| 世界フィギュアスケート選手権大会                                                 | 2002年3月8日   | 2     | 80円×2                   | |
| 21世紀における日本と南アジア                                                     | 2002年4月12日  | 1     | 80円                     | 日本・インド国交樹立50周年記念                                                                                           |
| 21世紀における日本と南アジア                                                     | 2002年4月12日  | 1     | 80円                     | 日本・パキスタン国交樹立50周年記念                                                                                       |
| 21世紀における日本と南アジア                                                     | 2002年4月12日  | 1     | 80円                     | 日本・スリランカ国交樹立50周年記念                                                                                       |
| 21世紀における日本と南アジア                                                     | 2002年4月12日  | 1     | 80円                     | 日本・バングラデシュ国交樹立30周年記念                                                                                   |
| 日米フルブライト交流50周年                                                       | 2002年5月8日   | 1     | 80円                     | |
| 沖縄復帰30周年                                                                   | 2002年5月15日  | 1     | 80円                     | |
| 2002 FIFAワールドカップ                                                          | 2002年5月24日  | 2+S11 | 80円、80円×10            | 2種×5枚の小型シートが11種、全2種の切手                                                                                   |
| 第12回世界精神医学会横浜大会                                                     | 2002年8月1日   | 1     | 80円                     | |
| 世界車椅子バスケットボール選手権                                                 | 2002年8月9日   | 1     | 80円                     | |
| 民間航空再開50周年                                                               | 2002年9月6日   | 1     | 80円                     | |
| 日中国交正常化30周年                                                             | 2002年9月23日  | 2     | 80円×2                   | |
| 2002年国際観艦式                                                                 | 2002年10月1日  | 1     | 80円                     | |
| アジア太平洋障害者の十年国際会議                                                 | 2002年10月10日 | 2     | 80円                     | |
| 歌舞伎発祥400年記念                                                              | 2003年1月15日  | 2     | 80円                     | |
| テレビ放送50周年記念                                                             | 2003年1月31日  | 2+S2  | 80円×2、80円×20          | 1種×10枚の小型シートが2種、全2種の切手 ひょっこりひょうたん島のキャラクターデザインが採用                                |
| 日本郵政公社設立記念                                                             | 2003年4月1日   | 10+S1 | 80円×10、80円×10         | シール式 |
| 特別史跡キトラ古墳                                                               | 2003年10月15日 | 1+S1  | 80円、80円×10            | 2種×5枚の小型シート、寄附金付                                                                                            |
| 奄美群島復帰50周年                                                               | 2003年11月7日  | 1+S1  | 80円、80円×10            | 1種×10枚の小型シート |
| 2005年日本国際博覧会                                                             | 2004年3月25日  | S10   | 80円×10                  | 2種×5枚の小型シートが10種、全2種の切手                                                                                   |
| 中央競馬50周年                                                                   | 2004年5月28日  | 2     | 80円×2                   | |
| 現行警察法50周年                                                                 | 2004年7月1日   | 2     | 80円×2                   | |
| オリンピック                                                                     | 2004年8月6日   | 2+S1  | 80円×2、80円×10          | 2種×5枚の小型シート |
| 日米交流150周年                                                                  | 2004年9月22日  | 2     | 80円×2                   | |
| 2004年世界医師会（WMA）東京総会                                                  | 2004年10月6日  | 1     | 80円                     | |
| 国連防災世界会議                                                                 | 2005年1月11日  | 1     | 80円                     | |
| 中部国際空港開港                                                                 | 2005年2月1日   | 1     | 80円                     | |
| 国際ロータリー設立100周年                                                        | 2005年4月28日  | 1     | 80円                     | |
| 古今和歌集奏覧1100年・新古今和歌集奏覧800年                                      | 2005年9月1日   | S1    | 80円×10                  | 2種×5枚の小型シート |
| 国際宇宙会議福岡大会                                                             | 2005年10月3日  | 2     | 80円                     | |
| 日本におけるドイツ2005/2006                                                      | 2005年12月1日  | S1    | 80円×10                  | 4種×2枚と2種×1枚の小型シート                                                                                             |
| 2006日豪交流年                                                                   | 2006年5月23日  | S1    | 80円×10                  | |
| 第9回いけばなインターナショナル世界大会 （いけばなインターナショナル創立50周年） | 2006年10月23日 | 2     | 80円×2                   | |
| 南極地域観測事業開始50周年                                                       | 2007年1月23日  | 10+S1 | 80円×10、80円×10         | |
| 2007年日印交流年                                                                 | 2007年5月23日  | 10+S1 | 80円×10、80円×10         | |
| 第11回IAAF世界陸上競技選手権大阪大会                                             | 2007年8月23日  | S1    | 80円×10                  | 為末大、福士加代子、末續慎吾、室伏広治など10名が切手デザインとして選出された                                             |
| 国際文通グリーティング（日タイ修好120周年記念）                                  | 2007年9月26日  | S1×10 | 80円×10                  | |
| 民営会社発足記念                                                                 | 2007年10月1日  | S1×10 | 80円×10                  | 琳派 |
| 民営会社発足記念                                                                 | 2007年10月1日  | S1×10 | 80円×10                  | 郵政史 |
| 2007年ユニバーサル技能五輪国際大会                                               | 2007年10月23日 | S1×10 | 80円×10                  | |
| YOKOSO! JAPAN WEEKS                                                              | 2008年1月23日  | S1×10 | 80円×10                  | |
| 日本天文学会創立100周年                                                          | 2008年2月21日  | S1×10 | 80円×10                  | |
| 第1回野口英世アフリカ賞記念                                                      | 2008年5月23日  | 2+S1  | 80円×2、80円×10          | 2種×5枚の小型シート |
| 日本ブラジル交流年                                                               | 2008年6月18日  | 10+S1 | 80円×10、80円×10         | |
| 国際文通グリーティング（赤毛のアン）                                             | 2008年6月20日  | 10+S1 | 80円×10、80円×10         | 日本とカナダの初共同発行切手                                                                                             |
| 国際文通グリーティング（日本インドネシア国交樹立50周年）                         | 2008年6月23日  | 10+S1 | 80円×10、80円×10         | |
| 北海道洞爺湖サミット記念                                                         | 2008年7月7日   | 10+S1 | 80円×10、80円×10         | ハードカバー切手帳も発売                                                                                                 |
| 日中平和友好条約30周年記念                                                       | 2008年8月12日  | 10+S1 | 80円×10、80円×10         | |
| 源氏物語一千年紀                                                                 | 2008年9月22日  | 10+S1 | 80円×10、80円×10         | 通常切手手帳も発売 |
| 慶應義塾創立50年記念                                                             | 2008年11月7日  | 10+S1 | 80円×10、80円×10         | ハードカバー製の切手帳に慶應義塾の歴史などの解説帳と 切手デザインを基にした大型ポストカード（5種）を同梱したセットも発売 |
| 近代製鉄発祥150周年記念                                                          | 2008年12月1日  | 6+S1  | 80円×6、80円×10          | 4種×2枚と2種×1枚の小型シート、ハードカバー切手帳も発売                                                                   |
| 天皇皇后両陛下御結婚満五十年記念                                                 | 2009年4月10日  | 2+S2  | 80円×2、80円×10、80円×2  | 2種×5枚のシート、2種×1枚の小型シート、両シートを納めた切手帳も発売                                                       |
| 赤十字思想誕生150周年記念                                                        | 2009年5月8日   | 2+S1  | 80円×2、80円×10          | 2種×5枚の小型シート、ハードカバー切手帳も発売                                                                            |
| 裁判員制度スタート                                                               | 2009年5月21日  | 2+S1  | 80円×2、80円×10          | |
| 日本開港150周年記念（長崎）                                                      | 2009年6月2日   | 10+S1 | 80円×10、80円×10         | 2種の切手は長崎・横浜・函館のシート内で共通デザインとして採用 長崎・横浜・函館のシートを納めたハードカバー切手帳も発売   |
| 日本開港150周年記念（横浜）                                                      | 2009年6月2日   | 10+S1 | 80円×10、80円×10         | 2種の切手は長崎・横浜・函館のシート内で共通デザインとして採用 長崎・横浜・函館のシートを納めたハードカバー切手帳も発売   |
| 日本開港150周年記念（函館）                                                      | 2009年6月2日   | 10+S1 | 80円×10、80円×10         | 2種の切手は長崎・横浜・函館のシート内で共通デザインとして採用 長崎・横浜・函館のシートを納めたハードカバー切手帳も発売   |
| 南極・北極の極地保護                                                             | 2009年6月30日  | S1    | 80円×4                   | 第4回国際極年にちなみ42の国と地域で共同発行した「極地保護切手」                                                          |
| 動物愛護週間制定60周年記念                                                       | 2009年9月18日  | 10+S1 | 80円×10、80円×10         | |
| 日本オーストリア交流年2009                                                       | 2009年10月26日 | 10+S1 | 80円×10、80円×10         | ハードカバー切手帳も発売                                                                                                 |
| 日本ハンガリー交流年2009                                                         | 2009年10月26日 | 10+S1 | 80円×10、80円×10         | ハードカバー切手帳も発売                                                                                                 |
| 天皇陛下御即位二十年記念                                                         | 2009年11月12日 | 10+S2 | 80円×10、80円×10、80円×2 | 1種×6枚と2種×2枚のシート、うち2種×1枚の小型シート、全3種の切手 両シートと祝賀御列の儀の写真を納めた切手帳も発売          |

### 2010年以降
| 切手名                                                    | 発行日         | 種類 | 額面    | 備考 |
| --------------------------------------------------------- | -------------- | ---- | ------- | --- |
| サンマリノ共和国                                          | 2010年3月23日  | S1   | 80円×10 | ハードカバー切手帳も発売                                                                                                 |
| 平安遷都1300年記念                                        | 2010年4月23日  | S1   | 80円×10 | ハードカバー切手帳も発売                                                                                                 |
| 2010 FIFA WORLD CUP SOUTH AFRICA                          | 2010年5月13日  | S1   | 80円×5  | |
| FIFA World Cup Historical Posters JULES RIMET CUP         | 2010年5月13日  | 17   | 80円×17 | |
| 2010年日本APEC                                            | 2010年6月4日   | S1   | 80円×10 | 通常版切手帳も発売 |
| 日本学士院賞100年記念                                     | 2010年6月7日   | S1   | 80円×10 | 5種×2枚の小型シート、ハードカバー切手帳も発売                                                                            |
| 日米安全保障条約改定50周年                                | 2010年6月23日  | S1   | 80円×10 | 2種×5枚の小型シート |
| 航空100周年記念                                           | 2010年9月21日  | S1   | 80円×10 | ハードカバー切手帳も発売                                                                                                 |
| 生物多様性条約第10回締約国会議（COP10）記念               | 2010年10月8日  | S1   | 80円×10 | |
| 日本・ポルトガル修好150年                                 | 2010年10月22日 | S1   | 80円×10 | ハードカバー切手帳も発売                                                                                                 |
| 第3回UNI世界大会                                          | 2010年11月5日  | S1   | 80円×10 | 3種×2と1種×4の小型シート                                                                                                 |
| 議会開設120年記念                                         | 2010年11月29日 | S1   | 80円×10 | 2種×5枚の小型シート |
| 日本国際切手展2011                                        | 2011年1月21日  | S1   | 80円×10 | 5種×2枚（サイズ違い）の小型シート 鉄腕アトム・ドラえもん・ピカチュウ・ハローキティのキャラクターデザインが採用           |
| 日独交流150周年                                           | 2011年1月24日  | S1   | 80円×10 | ハードカバー切手帳 |
| 行政相談委員制度50周年                                    | 2011年4月15日  | S1   | 80円×10 | 2種×5枚の小型シート |
| 地上テレビ放送の完全デジタル化                            | 2011年4月15日  | S1   | 80円×10 | 2種×5枚の小型シート |
| 切手趣味週間・郵便創業百四十周年                          | 2011年4月20日  | S1   | 80円×10 | 2種×3枚と1種×4の小型シート                                                                                               |
| 南極条約発効50周年                                        | 2011年6月23日  | S1   | 80円×10 | 1種×5枚と5種×1枚の小型シート                                                                                             |
| 日本のスポーツ100年                                       | 2011年7月8日   | S1   | 80円×10 | |
| 日本国際切手展2011                                        | 2011年7月28日  | S1   | 80円×10 | タブ付 |
| 日本国際切手展2011                                        | 2011年7月28日  | S1   | 80円×10 | シール式、5種×2枚（サイズ違い）の小型シート 鉄腕アトム・ドラえもん・ピカチュウ・ハローキティのキャラクターデザインが採用 |
| 日本国際切手展2011                                        | 2011年7月28日  | S1   | 500円×2 | 金箔付 |
| 東京国際空港開港80周年                                    | 2011年8月25日  | S1   | 80円×10 | 2種×4枚と2種×1枚の小型シート                                                                                             |
| 第43回世界体操競技選手権東京大会                          | 2011年10月6日  | S1   | 80円×10 | 2種×5枚の小型シート |
| 東京文化会館50周年                                        | 2011年10月31日 | S1   | 80円×10 | 4種×2枚と2種×1枚の小型シート                                                                                             |
| 農林水産祭50回                                            | 2011年11月22日 | S1   | 80円×10 | 2種×5枚の小型シート |
| 牧野富太郎生誕150年                                       | 2012年4月24日  | S1   | 80円×10 | 5種×2枚の小型シート |
| 沖縄復帰40周年                                            | 2012年5月15日  | S1   | 80円×10 | |
| いけばなの歴史550年                                       | 2012年5月31日  | S1   | 80円×10 | |
| 東京国立近代美術館開館60周年 京都国立近代美術館開館50周年 | 2012年6月1日   | S1   | 80円×10 | |
| 国連PKO協力20周年                                         | 2012年6月19日  | S1   | 80円×10 | 2種×5枚の小型シート |
| 古事記編纂1300年                                          | 2012年7月20日  | S1   | 80円×10 | 2種×3枚と2種×2枚の小型シート                                                                                             |
| 日中国交正常化40周年                                      | 2012年9月4日   | S1   | 80円×10 | 1種×10枚の小型シート |
| 近代競馬150周年                                           | 2012年10月2日  | S1   | 80円×10 | |
| 2012 IMF・世界銀行年次総会                                | 2012年10月12日 | S1   | 80円×10 | |
| 第2回野口英世アフリカ賞                                   | 2013年5月31日  | S1   | 80円×10 | 2種×5枚の小型シート |
| 日本更生保護女性連盟結成50周年                            | 2013年6月18日  | S1   | 80円×10 | 2種×5枚の小型シート |
| 救急業務法制化50周年                                      | 2013年9月9日   | S1   | 80円×10 | 2種×5枚の小型シート |
| 日本スペイン交流400周年                                   | 2013年10月1日  | S1   | 80円×10 | |
| 消防団120年                                               | 2013年11月25日 | S1   | 80円×10 | 2種×5枚の小型シート |
| 日ケニア外交関係樹立50周年                                | 2013年12月12日 | S1   | 80円×10 | 2種×5枚の小型シート |
| 日本・スイス国交樹立150周年                               | 2014年2月6日   | S1   | 80円×10 | |
| 宝塚歌劇公演100周年                                       | 2014年4月1日   | S1   | 82円×10 | 消費税率8パーセントに伴う額面変更後初めて発行                                                                            |
| 経済協力開発機構（OCED）加盟50周年                        | 2014年4月2日   | S1   | 82円×10 | 5種×2枚の小型シート |
| FIFAワールドカップブラジル2014                            | 2014年5月12日  | S3   | 82円×3  | 3種×1枚の小型シートが3種類、全9種の切手                                                                                  |
| 土木学会創立100周年                                       | 2014年9月1日   | 10   | 82円×10 | |
| 子ども虐待防止世界会議 名古屋 2014                        | 2014年9月12日  | 10   | 82円×10 | |
| 新幹線鉄道開業50周年                                      | 2014年10月1日  | 10   | 82円×10 | |
| 古典の日制定                                              | 2014年10月31日 | 10   | 82円×10 | 5種×2枚の小型シート |